# Erzbistum Besançon
Das Erzbistum Besançon (lateinisch Archidioecesis Bisuntina, französisch Archidiocèse de Besançon) ist ein im Osten des Landes gelegenes Erzbistum der römisch-katholischen Kirche in Frankreich. Es entspricht den Departements Doubs und Haute Saône mit Ausnahme von Montbéliard und Pontarlier, die zum Bistum Belfort-Montbéliard gehören.

## Geschichte
Das antike Bisuntinus war seit dem 2. Jahrhundert Bischofssitz. Als erster Bischof gilt Ferreolus (180–211). Besançon wurde im 4. Jahrhundert zum Metropolitanbistum erhoben. Bischof Antidius von Besançon gilt als Märtyrer († um 411). Die Stadt kam mit dem Königreich Burgund (Arelat) 1032/34 an das Heilige Römische Reich. Die gotische Kathedrale Saint-Jean mit bedeutenden Gemälden von Fra Bartolommeo u. a. stammt aus dem 11. Jahrhundert. Der Erzbischof wurde bald zum Herren der Stadt und Besançon von der Freigrafschaft Burgund unabhängig. Ab 1307 war die Stadt als Reichsstadt reichsunmittelbar, erst seit 1493 aber auch tatsächlich unabhängig von den Fürsten der Umgebung. Die Streitigkeiten zwischen Erzbischof und Stadt zogen sich ebenfalls bis ins 15. Jahrhundert und wurden u. a. auf dem Konzil von Basel verhandelt.
Erzbischof Antoine Perrenot de Granvelle (* 1517 in Besançon; † 1586 in Madrid), der älteste Sohn Nicolas Perrenot de Granvelles, war Kardinal und spielte als Minister Karls V. eine wichtige Rolle in den Spanischen Niederlanden.
Zwischen 1664 und 1678 wechselte Besançon zwischen Frankreich und Spanien, ehe es durch die Friedensverträge von Nimwegen endgültig an Frankreich angegliedert wurde. Der Erzbischof von Besançon blieb aber geistlicher Reichsfürst und war bis 1803 im Reichsfürstenrat des Heiligen Römischen Reichs Deutscher Nation mit einer Virilstimme vertreten. Am 29. November 1801 wurde das Bistum Saint-Claude aufgelöst und dem Erzbistum zugeschlagen, diese Maßnahme wurde aber 1822 wieder zurückgenommen.
Derzeitiger Erzbischof von Besançon ist seit seiner Ernennung 2013 Jean-Luc Bouilleret, der auf André Lacrampe folgte.
Gliederung der Kirchenprovinz Besançon bis zum Konkordat von 1801:
- Erzbistum Besançon

1. Bistum Basel
2. Bistum Belley
3. Bistum Lausanne

Gliederung der Kirchenprovinz Besançon von der bourbonischen Restauration bis zum Frieden von Frankfurt 1871:
- Erzbistum Besançon

1. Bistum Belley
2. Bistum Metz
3. Bistum Nancy-Toul
4. Bistum Saint-Dié
5. Bistum Straßburg
6. Bistum Verdun

Gliederung der Kirchenprovinz Besançon zwischen 1871 und 2002:
- Erzbistum Besançon

1. Bistum Belfort-Montbéliard (seit 1979)
2. Bistum Belley (bis 1949)
3. Bistum Nancy-Toul
4. Bistum Saint-Dié
5. Bistum Verdun

Gliederung der Kirchenprovinz Besançon seit 2002:
- Erzbistum Besançon

1. Bistum Belfort-Montbéliard
2. Bistum Nancy-Toul
3. Bistum Saint-Claude
4. Bistum Saint-Dié
5. Bistum Verdun